# Niko Tsakiris
Nikolas Diego "Niko" Tsakiris (Saratoga, California, Estados Unidos, 19 de junio de 2005) es un futbolista estadounidense que juega como centrocampista en el San Jose Earthquakes de la Major League Soccer.

## Trayectoria

### Inicios
Comenzó a jugar al fútbol de academia con De Anza Force. En 2015, a la edad de 10 años, se trasladó a Florida para jugar con IMG Academy. Un par de años después, en 2017, regresó a la zona de la bahía y comenzó a jugar con la academia de los San Jose Earthquakes durante cuatro años, hasta recibir su primer contrato profesional con el San Jose a principios de 2022.

### San Jose Earthquakes
El 13 de enero de 2022 firmó como jugador de cantera para el San Jose Earthquakes de la Major League Soccer. Fue el décimo jugador de la cantera firmado por los San Jose en su historia y el quinto jugador más joven que habían contratado.
Debutó como profesional con el San Jose el 12 de marzo de 2022, en un partido de la MLS contra el Philadelphia Union. Se convirtió en el tercer jugador más joven en aparecer en la MLS para San José. Fue titular en el partido de San José contra el Bay Cities FC en la tercera ronda de la U.S. Open Cup 2022. También marcó su primer gol como profesional en el minuto 83 del partido.

## Selección nacional
El 3 de marzo de 2020, fue convocado a una concentración de la selección nacional sub-15 de Estados Unidos. El 20 de abril de 2022, fue convocado a una concentración de la selección nacional sub-20 de Estados Unidos. Fue el segundo jugador más joven convocado para la concentración.

## Vida personal
Su padre es Shaun Tsakiris, un exfutbolista estadounidense que actualmente es entrenador asistente de la selección masculina de fútbol sub-20 de Estados Unidos y director de la academia Los Gatos United.

## Estadísticas

### Clubes
Actualizado al último partido disputado el 23 de septiembre de 2023.
| Club                                   | Div.          | Temporada     | Liga  | Liga  | Copas nacionales | Copas nacionales | Copas internacionales | Copas internacionales | Total | Total |
| Club                                   | Div.          | Temporada     | Part. | Goles | Part.            | Goles            | Part.                 | Goles                 | Part. | Goles |
| -------------------------------------- | ------------- | ------------- | ----- | ----- | ---------------- | ---------------- | --------------------- | --------------------- | ----- | ----- |
| San Jose Earthquakes II Estados Unidos | 3.ª           | 2022          | 6     | 1     | —                | —                | —                     | —                     | 6     | 1     |
| San Jose Earthquakes II Estados Unidos | 3.ª           | 2023          | 1     | 0     | —                | —                | —                     | —                     | 1     | 0     |
| San Jose Earthquakes II Estados Unidos | Total club    | Total club    | 7     | 1     | 0                | 0                | 0                     | 0                     | 7     | 1     |
| San Jose Earthquakes Estados Unidos    | 1.ª           | 2022          | 10    | 0     | 2                | 1                | —                     | —                     | 12    | 1     |
| San Jose Earthquakes Estados Unidos    | 1.ª           | 2023          | 13    | 0     | 0                | 0                | 2                     | 0                     | 15    | 0     |
| San Jose Earthquakes Estados Unidos    | Total club    | Total club    | 23    | 0     | 2                | 1                | 2                     | 0                     | 27    | 1     |
| Total carrera                          | Total carrera | Total carrera | 30    | 1     | 2                | 1                | 2                     | 0                     | 34    | 2     |

## Palmarés

### Títulos internacionales
| Título                           | Equipo                                 | País     | Año  |
| -------------------------------- | -------------------------------------- | -------- | ---- |
| Campeonato Sub-20 de la Concacaf | Selección sub-20 de los Estados Unidos | Honduras | 2022 |